# Kristian Nushi
Kristian Nushi (Klina, 21 luglio 1982) è un ex calciatore kosovaro naturalizzato albanese, di ruolo centrocampista.
Possiede anche la cittadinanza svizzera.

## Biografia
Nato a Klina, nell'allora provincia autonoma jugoslava del Kosovo, crebbe in Svizzera.

## Carriera

### Nazionale
Il 5 marzo 2014 prende parte alla gara d'esordio internazionale della nazionale kosovara, giocando la partita pareggiata per 0-0 contro Haiti.

## Statistiche

### Presenze e reti nei club
Statistiche aggiornate al 30 novembre 2014.
| Stagione         | Squadra          | Campionato       | Campionato | Campionato | Coppe nazionali | Coppe nazionali | Coppe nazionali | Coppe continentali | Coppe continentali | Coppe continentali | Altre coppe | Altre coppe | Altre coppe | Totale | Totale |
| Stagione         | Squadra          | Comp             | Pres       | Reti       | Comp            | Pres            | Reti            | Comp               | Pres               | Reti               | Comp        | Pres        | Reti        | Pres   | Reti   |
| ---------------- | ---------------- | ---------------- | ---------- | ---------- | --------------- | --------------- | --------------- | ------------------ | ------------------ | ------------------ | ----------- | ----------- | ----------- | ------ | ------ |
| 2000-2001        | Priština         | SL               | ?          | ?          | CK              | ?               | ?               | -                  | -                  | -                  | -           | -           | -           | 0+     | 0+     |
| 2001-2002        | Priština         | SL               | ?          | ?          | CK              | ?               | ?               | -                  | -                  | -                  | -           | -           | -           | 0+     | 0+     |
| Totale Priština  | Totale Priština  | Totale Priština  | ?          | ?          |                 | ?               | ?               |                    |                    |                    |             |             |             | 0+     | 0+     |
| 2002-2003        | Wil              | SL               | 6          | 0          | CS              | 0               | 0               | -                  | -                  | -                  | -           | -           | -           | 6      | 0      |
| 2003-2004        | Wil              | SL               | 28         | 5          | CS              | 2               | 1               | -                  | -                  | -                  | -           | -           | -           | 30     | 6      |
| 2004-2005        | Wil              | CL               | 11         | 1          | CS              | 1               | 0               | CU                 | 2                  | 0                  | -           | -           | -           | 14     | 1      |
| 2005-2006        | Wil              | CL               | 25         | 3          | CS              | 2               | 0               | -                  | -                  | -                  | -           | -           | -           | 27     | 3      |
| 2006-2007        | Wil              | CL               | 29         | 9          | CS              | 3               | 1               | -                  | -                  | -                  | -           | -           | -           | 32     | 10     |
| Totale Wil       | Totale Wil       | Totale Wil       | 99         | 18         |                 | 8               | 2               |                    | 2                  | 0                  |             |             |             | 109    | 20     |
| 2007-2008        | Aarau            | SL               | 34         | 3          | CS              | 1               | 0               | -                  | -                  | -                  | -           | -           | -           | 35     | 3      |
| 2008-2009        | Aarau            | SL               | 25         | 1          | CS              | 2               | 0               | -                  | -                  | -                  | -           | -           | -           | 27     | 1      |
| Totale Aarau     | Totale Aarau     | Totale Aarau     | 59         | 4          |                 | 3               | 0               |                    |                    |                    |             |             |             | 62     | 4      |
| 2009-2010        | San Gallo        | SL               | 34         | 2          | CS              | 4               | 0               | -                  | -                  | -                  | -           | -           | -           | 38     | 2      |
| 2010-2011        | San Gallo        | SL               | 28         | 2          | CS              | 2               | 0               | -                  | -                  | -                  | -           | -           | -           | 30     | 2      |
| 2011-2012        | San Gallo        | SL               | 20         | 3          | CS              | 1               | 0               | -                  | -                  | -                  | -           | -           | -           | 21     | 3      |
| 2012-2013        | San Gallo        | SL               | 31         | 4          | CS              | 3               | 2               | -                  | -                  | -                  | -           | -           | -           | 34     | 6      |
| 2013-2014        | San Gallo        | SL               | 30         | 2          | CS              | 0               | 0               | UEL                | 4                  | 0                  | -           | -           | -           | 34     | 2      |
| Totale San Gallo | Totale San Gallo | Totale San Gallo | 143        | 13         |                 | 10              | 2               |                    | 4                  | 0                  |             |             |             | 157    | 15     |
| 2014-2015        | Winterthur       | CL               | 5          | 0          | CS              | 0               | 0               | -                  | -                  | -                  | -           | -           | -           | 5      | 0      |
| Totale carriera  | Totale carriera  | Totale carriera  | 306        | 35         |                 | 21              | 4               |                    | 6                  | 0                  |             |             |             | 333    | 39     |

## Palmarès

### Club

#### Competizioni nazionali
- Campionato kosovaro: 1

Priština: 2000-2001
- Supercoppa del Kosovo: 1

Priština: 2001
- Coppa Svizzera: 1

Wil: 2003-2004